# Trincia Trinci
Trincia II Trinci (... – 1377) è stato un nobile italiano, signore di Foligno.

## Biografia
Era il figlio di Ugolino II Novello Trinci. I suoi titoli erano quelli di Gonfaloniere del Popolo e Capitano del Popolo; venne poi riconosciuto Vicario apostolico il 29 novembre 1367.
Fu anche vicario apostolico di Bevagna a partire dal 1371, nonché generale della Chiesa e gonfaloniere del Ducato di Spoleto dal 30 dicembre 1371. Sposò Giacoma d'Este, figlia di Nicolò I, co-signore di Ferrara.
Fu assassinato a Foligno il 18 settembre 1377. Lasciò quattro figli, Ugolino, Onofrio, Contessa e Marina.